# Ferdinand Lepcke

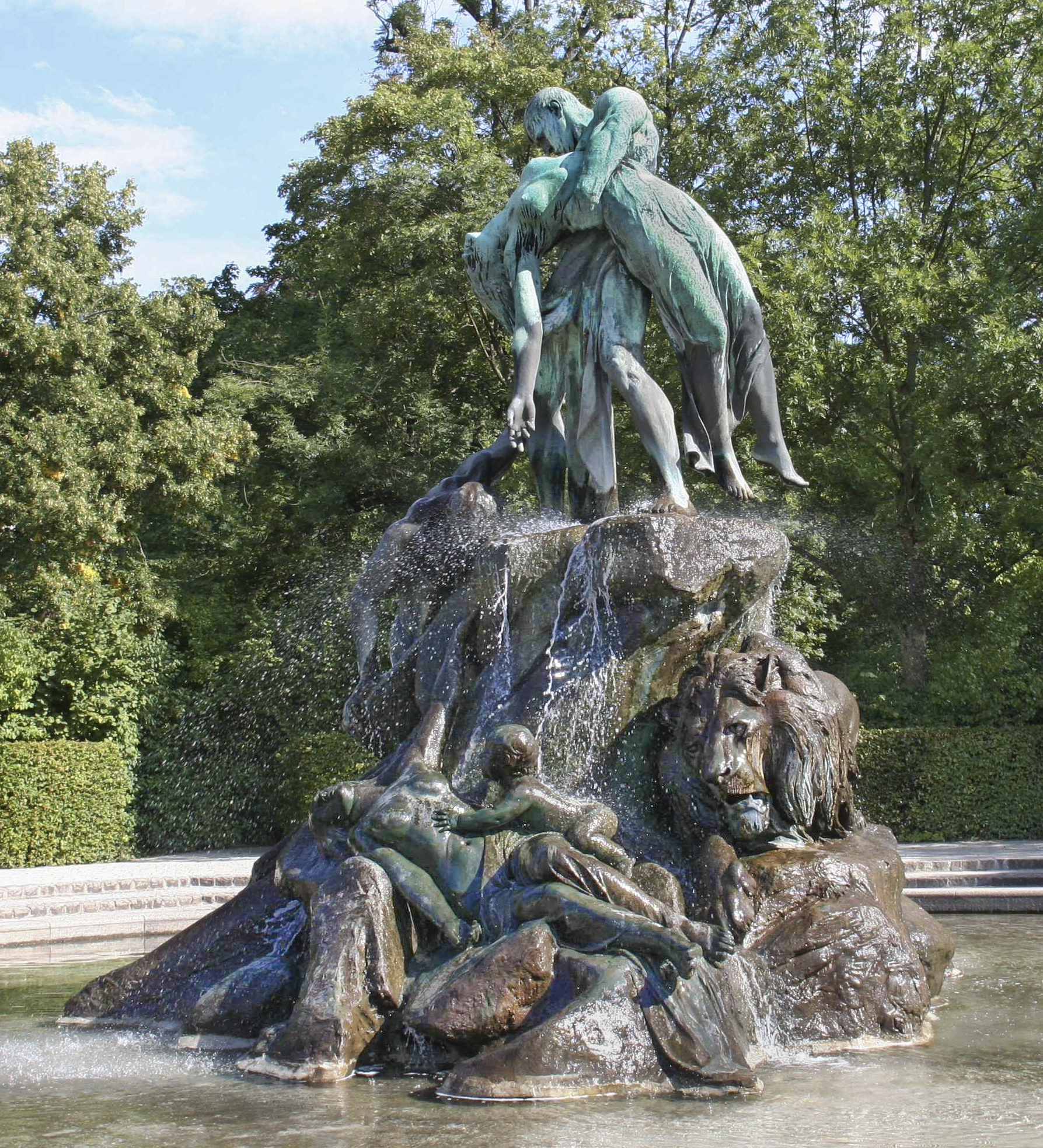
Fontanna Potop w Coburgu

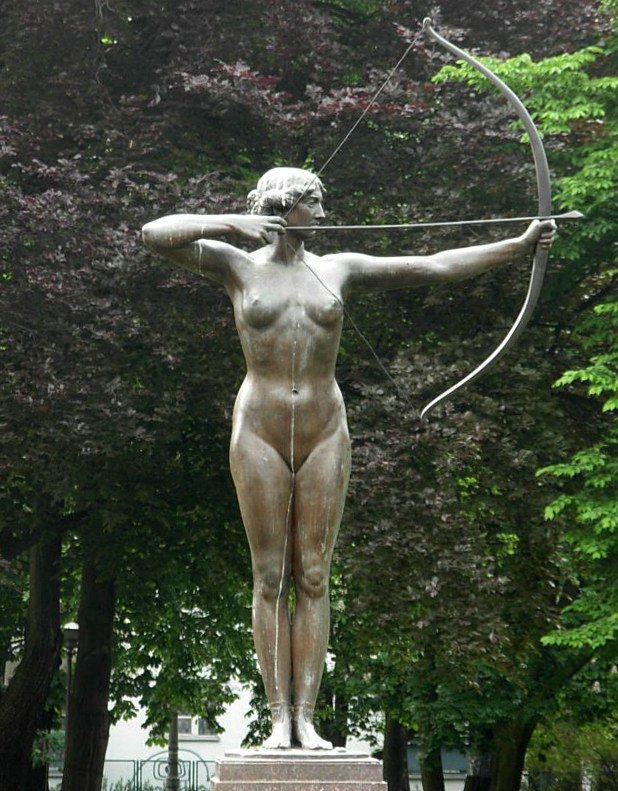
Łuczniczka w Bydgoszczy

Ferdinand Lepcke (ur. 23 marca 1866 w Coburgu, zm. 12 marca 1909 w Berlinie) – niemiecki rzeźbiarz, twórca m.in. bydgoskich pomników: ”Potop” i ”Łuczniczka”.

## Życiorys
Ferdinand Lepcke urodził się 23 marca 1866 r. w Coburgu w północnej Bawarii. Spędził tam jedynie wczesne dzieciństwo, gdyż rodzina wkrótce przeniosła się do Berlina. Po ukończeniu gimnazjum podjął studia na Akademii Sztuk Pięknych w Berlinie. Studiował w latach 1883–1890 pod kierunkiem berlińskiego artysty prof. Fritza Schapera. Umiejętności praktyczne zgłębiał w atelier rzeźby braci Biber i pracowni Kunstgewerbemuseum w Berlinie.
Dojrzewał twórczo w atmosferze stylu neoklasycystycznego, który od czasów Johanna Gottfrieda Schadowa (zm. 1850) i Christiana Daniela Raucha (zm. 1857) odgrywał zasadniczą rolę w Niemczech. Bliższy mu był styl dawnych mistrzów, niż nowa stylistyka, którą przyniósł modernizm (Jugendstil, ArtDeco). Skłonność ku rzeźbie klasycznej miała swoje źródło w jego zamiłowaniu do antyku.
Przełom 1892–1893 spędził w Rzymie ugruntowując znajomość rzeźby antycznej. Podróżował również, między innymi do Francji i Danii.  Po powrocie do Berlina, w 1897 r. objął stanowisko profesora w tutejszej Akademii Sztuk Pięknych. Przyjęty został do elitarnego grona członków Berliner Künstverein. Już w 1893 r. mając zaledwie 27 lat został uhonorowany nagrodą państwową, a w 1894 r. złotym medalem przyznanym za osiągnięcia artystyczne. Był już wtedy cenionym artystą i poszukiwanym rzeźbiarzem. Tworzył zarówno popiersia, jak i duże pomniki, aż do monumentów.
Zmarł 19 marca 1909 r. w Berlinie na zapalenie płuc, w wieku 43 lat.

## Dzieła[2]
- 1897, posąg Rzeźbiarz, w Berlinie, zaginął po wojnie
- 1897, rzeźba Łuczniczka z następującymi odlewami:
  - Bydgoszcz, oryginał, od 18 października 1910 roku, (obecnie w parku im. Jana Kochanowskiego naprzeciwko Teatru Polskiego), jest jednym z symboli miasta
  - Berlin, pierwszy odlew zaginął po wojnie, od 12 grudnia 1997 nowy odlew na Hohenzollernplatz
  - Coburg
  - Wilhelmshaven - od 1982 na Störtebekerplatz, kopia odlewu z Coburgu
  - Heringsdorf na wyspie Uznam
- 1899, Herma, Viktoriapark, Berlin
- 1900, Pyrnia, figura z brązu, łąka nad Schlachtensee, Berlin (kopia zaginionego oryginału)
- 1900, Pocałunek, Ermitaż, Petersburg, mała kopia z brązu w Muzeum Okręgowym w Bydgoszczy
- 1904, fontanna Potop:
  - 1904, Bydgoszcz, oryginał, przetopiona w 1943, na początku XXI wieku podjęto starania o odtworzenie fontanny - misji tej podjęło się Stowarzyszenie Odbudowy Bydgoskiej Fontanny "Potop". Rzeźby wykonał rzeźbiarz Michał Pronobis, odsłonięte w 2014 roku.
  - 1906, Coburg, Rosengarten
  - Eisleben, przetopiona w 1942
- 1908, relief Bismarcka w brązie, Wieża Bismarcka, Hildburghausen
- 1908, pomnik Ernsta von Stubenrauch, Teltow

Obok prac, które związały Lepckego z Bydgoszczą:  ”Potopu” i ”Łuczniczki” był także autorem wielu innych rzeźb: popiersi, herm, pomników i fontann. Najbardziej znane: Der Bildhauer i grupa rzeźbiarska Wiedersehen znajdują się w zbiorach Galerii Narodowej w Berlinie. Część prac zasiliła zbiory berlińskiej Akademii Sztuk Pięknych. Popiersie Richarda Ruckerta ustawiono w Viktoriapark w Berlinie - Kreuzberg, a pomnik Justusa Jonasa w kaplicy zamkowej w Wittenberdze.